# Ivo Rüegg
Ivo Rüegg (15 aprile 1971) è un ex bobbista svizzero.
È fratello di Reto e cugino di Ralph Rüegg, a loro volta ex-bobbisti di livello internazionale.

## Biografia
Viene ricordato come vincitore di una medaglia d'oro nella sua disciplina, vittoria avvenuta ai campionati mondiali del 2007 (edizione tenutasi a St. Moritz, Svizzera) insieme ai connazionali Thomas Lamparter, Beat Hefti e Cédric Grand.
Nell'edizione l'argento andò alla nazionale canadese, il bronzo alla nazionale tedesca. Fra le altre medaglie vinse un altro oro nel bob a due nel 2009 e un argento nel 2007 sempre nel bob a due.